# رومن اسپانو
رومن اسپانو (انگلیسی: Romain Spano؛ زادهٔ ۳۱ اکتبر ۱۹۹۴) بازیکن فوتبال اهل فرانسه است.
از باشگاه‌هایی که در آن بازی کرده‌است می‌توان به باشگاه فوتبال کلرمون فوت اشاره کرد.